# Představitelé Junáka – českého skauta
Vrcholnými představiteli Junáka – českého skauta jsou náčelní a náčelník, společně předsedající jeho vrcholnému strategickému a koncepčnímu orgánu, Náčelnictvu, a starosta, stojící v čele Výkonné rady, řídící organizaci po operativní stránce.

## Náčelní a náčelník
Náčelní a náčelník jsou spolu se svými zástupci, místonáčelní a místonáčelníkem, a některými dalšími členy Náčelnictva voleni delegáty z celé organizace na Valném sněmu Junáka, který se koná zpravidla jednou za tři roky. Poslední taková volba se uskutečnila začátkem října 2020; z důvodu probíhající pandemie koronaviru hlasovali delegáti on-line.
Náčelní a náčelník společně předsedají Náčelnictvu a řídí jeho zasedání. Oba mají při jeho rozhodování jako jediní členové omezené (přehlasovatelné) právo veta. Jsou hlavními představiteli Junáka dovnitř organizace. Při významných příležitostech vydávají prohlášení všem členům organizace (někdy společně se starostou), například při výročí třiceti let svobodného skautingu, pandemii koronaviru nebo důležitých volbách, kdy vyzývají k občanské angažovanosti. Předávají také nejvyšší vyznamenání.

### Seznam náčelníků
| Funkční období    | Jméno                    |
| ----------------- | ------------------------ |
| 1912–1938         | Antonín Benjamín Svojsík |
| leden–březen 1939 | Bohuslav Řehák           |
| 1939–1940         | Rudolf Plajner           |
| 1945–1948         | Rudolf Plajner           |
| 1968–1970         | Rudolf Plajner           |
| 1990–1992         | Václav Břicháček         |
| 1992–1995         | Zdeněk Hájek             |
| 1995–2000         | František Šmajcl         |
| 2001–2011         | Zdeněk Prančl            |
| 2011–2020         | Marek Baláš              |
| 2020–dosud        | Ondřej Vokál             |

### Seznam náčelních
| Funkční období    | Jméno                                   |
| ----------------- | --------------------------------------- |
| 1919–1938         | Emilie Milčicová                        |
| leden–březen 1940 | Vlasta Koseová                          |
| 1945–1948         | Vlasta Koseová                          |
| 1968              | Vlasta Koseová                          |
| 1968–1970         | Vlasta Macková                          |
| 1990–1992         | Vlasta Macková                          |
| 1992–1995         | Jaroslava Pešková                       |
| 1995–2000         | Hana Kvapilová                          |
| 2000–2005         | Hana Vogeltanzová                       |
| 2005–2014         | Michala K. Rocmanová                    |
| 2014–2020         | Eva Měřínská (od 1. 5. 2020 Eva Staněk) |
| 2020–dosud        | Vendula Bušková                         |

## Starosta
Starosta Junáka je statutárním orgánem Junáka a zastupuje tak organizaci navenek. Jeho funkce v rámci demokratického řízení organizace odpovídá předsedovi vlády. Je jmenován Náčelnictvem. Pro jednotlivé dílčí agendy (např. vzdělávání nebo zahraniční vztahy) starosta jmenuje zpravodaje (ekvivalent ministrů), kteří spolu s ním tvoří Výkonnou radu; jmenování zpravodaje schvaluje Náčelnictvo. Starosta je zpravidla z titulu své funkce zaměstnancem Junáka.
Současným starostou Junáka je od roku 2007 Josef Výprachtický – José; ve své funkci byl nově potvrzen v roce 2019 po proběhlém výběrovém řízení. Do roku 2000 (před existencí Náčelnictva) byl starosta jako předseda Ústřední rady volen přímo Valným sněmem.
Kromě koordinace práce Výkonné rady a zastupování organizace navenek při jednání s jinými organizacemi či státními úřady a institucemi (např. ministerstvem školství) je v jeho kompetenci operativní řízení organizace; v březnu 2020 tak například nařídil dočasné pozastavení výchovné činnosti Junáka v souvislosti s pandemií koronaviru ještě dříve, než zareagovaly státní orgány.

### Seznam starostů
| Funkční období    | Jméno                  |
| ----------------- | ---------------------- |
| 1914–1917         | Čeněk Klika            |
| 1918–1919         | Josef Rössler-Ořovský  |
| 1919–1920         | Josef Rössler-Ořovský  |
| 1920–1922         | Josef Svatopluk Machar |
| 1922–1928         | Vavro Šrobár           |
| 1928–1930         | Milan Hodža            |
| 1930–1935         | Edvard Beneš           |
| 1936–1938         | Josef Charvát          |
| leden–březen 1939 | Václav Vlček           |
| březen–září 1939  | Bohuslav Řehák         |
| 1945–1946         | Bohuslav Řehák         |
| 1946–1948         | Velen Fanderlik        |
| 1968–1970         | Antonín Sum            |
| 1990              | Antonín Sum            |
| 1990–1992         | Dagmar Burešová        |
| 1990–1992         | Jarmil Burghauser      |
| 1992–1998         | Jiří Navrátil          |
| 1998–2000         | Iva Macková            |
| 2000–2002         | Jiří Navrátil          |
| 2002–2007         | František Šmajcl       |
| 2007–dosud        | Josef Výprachtický     |